# Claude Haton
Claude Haton, död efter 1727, var en fransk kopparstickare.
Haton var elev till Charles Simonneau, och inkallades till Sverige av Nicodemus Tessin för att gravera ritningar till Stockholms slott, vilka stacks 1703-12 i betydande format. Haton utförde sedan en del mindre ansedda porträtt och boktitlar. Som lärare utövade Haton ett visst inflytande.